# Stephen Rerych
Stephen Karl „Steve” Rerych (ur. 14 maja 1946 w Filadelfii) – amerykański pływak. Dwukrotny medalista olimpijski z Meksyku.
Specjalizował się w stylu dowolnym. Igrzyska w 1968 były jego jedyną olimpiadą. Był członkiem dwóch zwycięskich sztafet amerykańskich. Indywidualnie zajął 8. miejsce w finale na dystansie 200 metrów kraulem.